# Barnard Hughes
Bernard Aloysius Kiernan Hughes, detto Barnard (New York, 16 luglio 1915 – New York, 11 luglio 2006), è stato un attore statunitense.

## Biografia
Nato in un sobborgo di New York da immigranti irlandesi, durante gli anni della scuola svolse vari lavori, per poi iniziare il suo percorso di attore in una compagnia teatrale locale.
Nel corso della sua carriera teatrale interpretò oltre 400 ruoli e nel 1978 vinse il prestigioso Tony Award al miglior attore protagonista per lo spettacolo Da, ruolo poi riproposto al cinema nel film omonimo dieci anni dopo.
In età matura raggiunse il successo anche sugli schermi cinematografici, grazie al film Un uomo da marciapiede (1969). Negli anni successivi interpretò prevalentemente ruoli di uomo maturo e saggio.
Lavorò anche in diverse serie televisive di successo, tra cui La città in controluce, Homicide e Blossom - Le avventure di una teenager.
È morto nel 2006, a 90 anni.

## Vita privata
Nel 1950 sposò l'attrice Helen Stenborg con cui rimase fino alla morte e da cui ebbe due figli, Doug e Laura.

## Filmografia parziale

### Cinema
- Giorni senza fine (The Young Doctors), regia di Phil Karlson (1961)
- Un uomo da marciapiede (Midnight Cowboy), regia di John Schlesinger (1969)
- Senza un filo di classe (Where's Poppa?), regia di Carl Reiner (1970)
- Una scommessa in fumo (Cold Turkey), regia di Norman Lear (1971)
- The Pursuit of Happiness, regia di Robert Mulligan (1971)
- Anche i dottori ce l'hanno (The Hospital), regia di Arthur Hiller (1971)
- La notte del furore (Rage), regia di George C. Scott (1972)
- Le due sorelle (Sisters), regia di Brian De Palma (1973)
- Bentornato, Dio! (Oh, God!), regia di Carl Reiner (1977)
- Una notte con vostro onore (First Monday in October), regia di Ronald Neame (1981)
- Tron, regia di Steven Lisberger (1982)
- Amici come prima (Best Friends), regia di Norman Jewison (1982)
- Miss Marple nei Caraibi (A Caribbean Mystery), regia di Robert Michael Lewis (1983)
- Maxie, regia di Paul Aaron (1985)
- Where Are the Children?, regia di Bruce Malmuth (1986)
- Ragazzi perduti (The Lost Boys), regia di Joel Schumacher (1987)
- Da, regia di Matt Clark (1988)
- Doc Hollywood - Dottore in carriera (Doc Hollywood), regia di Michael Caton-Jones (1991)
- Sister Act 2 - Più svitata che mai (Sister Act 2: Back in the Habit), regia di Bill Duke (1993)
- The Fantasticks, regia di Michael Ritchie (1995)
- La strana coppia 2 (The Odd Couple II), regia di Howard Deutch (1998)
- Il prezzo della libertà (Cradle Will Rock), regia di Tim Robbins (1999)

### Televisione
- The Nurses – serie TV, episodio 2x02 (1963)
- Le cause dell'avvocato O'Brien (The Trials of O'Brien) – serie TV, episodi 1x15-1x17 (1965-1966)
- Hawk l'indiano (Hawk) – serie TV, episodio 1x05 (1966)
- ABC Stage 67 – serie TV, episodio 1x15 (1967)
- Un salto nel buio (Tales from the Darkside) - serie TV, episodio 1x01 (1983)
- Eroe per un giorno (The Incident), regia di Joseph Sargent – film TV (1990)

## Doppiatori italiani
Nelle versioni in italiano delle opere in cui ha recitato, Barnard Hughes è stato doppiato da:
- Gianni Bonagura in Una notte con vostro onore, Doc Hollywood - Dottore in carriera
- Mario Milita in Tron, Maxie
- Bruno Alessandro in Doc
- Sandro Pellegrini in Gloria Vanderbilt
- Gianni Musy in Amici come prima
- Ettore Conti ne Il mago Merlin
- Pino Ferrara in Miss Marple nei Caraibi
- Sandro Tuminelli in Ragazzi perduti
- Dante Biagioni in Sister Act 2 - Più svitata che mai
- Gianni Vagliani in La strana coppia 2